# Tonoplast
Tonoplast je označení pro biologickou membránu, která obklopuje obsah vakuoly. Strukturálně je v zásadě obdobná stavbě cytoplazmatické membrány, má však lehce specifické složení. Má trochu jiné zastoupení jednotlivých druhů lipidů v lipidové dvouvrstvě oproti membránám jiného typu a obsahuje pro vakuolu (tedy pro tonoplast) specifické bílkoviny. Mnoho biologických procesů zajišťovaných vakuolou začíná interakcí látek z cytoplazmy s povrchem tonoplastu, tonoplast proto musí být od membrán jiných organel odlišitelný, odlišné zastoupení bílkovin a lipidů, které je pro tonoplasty vždy specifické pak takovouto identifikovatelnost skutečně zabezpečuje. Díky tomu, že může být vakuola chemicky rozeznána, může být žádoucí protein nebo obsah transportního váčku dopraven specificky do ní bez rizika, že skončí v jiné organele.